# Dominick Tavella
Dominick R. Tavella est un ingénieur du son américain.

## Filmographie (sélection)
- 1991 : Barton Fink de Joel Coen
- 1992 : Malcolm X de Spike Lee
- 1992 : Horizons lointains (Far and Away) de Ron Howard
- 1993 : Il était une fois le Bronx (A Bronx Tale) de Robert De Niro
- 1995 : L'Armée des douze singes (12 Monkeys) de Terry Gilliam
- 1995 : Money Train de Joseph Ruben
- 1996 : Basquiat de Julian Schnabel
- 1997 : Princesse Mononoké de Hayao Miyazaki
- 1999 : L'Œuvre de Dieu, la part du Diable (The Cider House Rules) de Lasse Hallström
- 1999 : Ghost Dog : La Voie du samouraï (Ghost Dog: The Way of the Samurai) de Jim Jarmusch
- 2000 : Le Chocolat (Chocolat) de Lasse Hallström
- 2000 : Hamlet de Michael Almereyda
- 2001 : La Famille Tenenbaum (The Royal Tenenbaums) de Wes Anderson
- 2002 : Chicago de Rob Marshall
- 2008 : Mamma Mia ! de Phyllida Lloyd
- 2010 : Black Swan de Darren Aronofsky
- 2013 : Le Loup de Wall Street (The Wolf of Wall Street) de Martin Scorsese
- 2014 : Noé (Noah) de Darren Aronofsky
- 2015 : Rock the Kasbah de Barry Levinson
- 2016 : Queen of Katwe de Mira Nair

## Distinctions

### Récompenses
- Oscars 2003 : Oscar du meilleur mixage de son pour Chicago
- BAFTA 2003 : British Academy Film Award du meilleur son pour Chicago

### Nominations
- BAFTA 2003 : British Academy Film Award du meilleur son pour Black Swan